# Nástrond

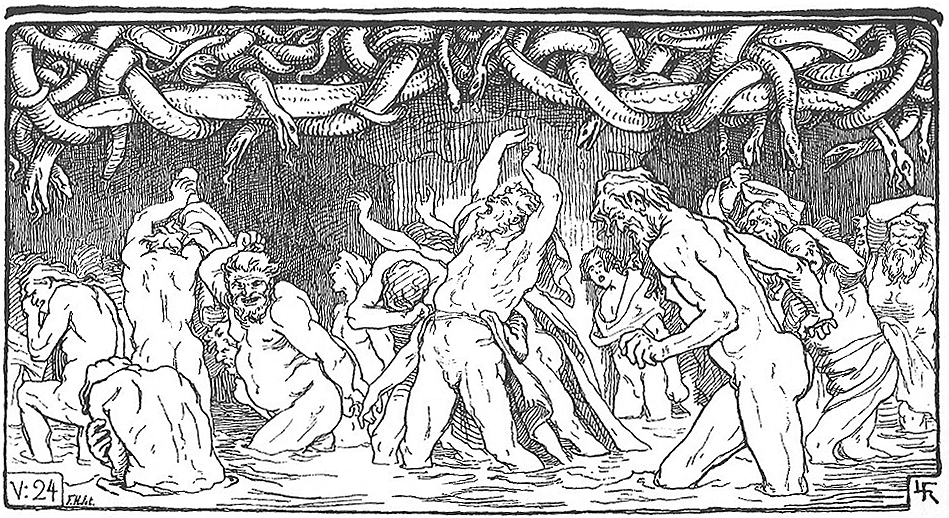
Nástrond getekend door Lorenz Frølich.

In de Noordse mythologie is Nástrond (Lijkenstrand) een plek in de onderwereld, de Niflheim, waar het dodenschip Naglfar ligt. Nidhogg leeft er samen met zijn soortgenoten en vanaf deze kust vertrekt Naglfar met zijn doden naar Midgard tijdens de Ragnarok. Ook staat aan Nástrond de zaal van de doodsgodin Hel, waar de kwaadwilligen het zwaar te verduren krijgen. 